# Erebia subtusobsoleta
Erebia subtusobsoleta är en fjärilsart som beskrevs av Müller 1928. Erebia subtusobsoleta ingår i släktet Erebia och familjen praktfjärilar. Inga underarter finns listade i Catalogue of Life.